# 78391 Michaeljäger
(78391) Michaeljäger, denumire internațională (78391) Michaeljager, este un asteroid din centura principală de asteroizi.

## Descriere
78391 Michaeljäger este un asteroid din centura principală de asteroizi. A fost descoperit pe 8 august 2002 la Observatorul Palomar de Sebastian F. Hönig. Asteroidul prezintă o orbită caracterizată de o semiaxă mare de 3,10 ua, o excentricitate de 0,23 și o înclinație de 14,6° în raport cu ecliptica.